# Wim Mook
Willem Gerrit (Wim) Mook (Groningen (stad), 10 juli 1932 – Haren (Groningen), 24 januari 2016) was een Nederlands natuurkundige.

## Biografie
Mook studeerde natuur- en scheikunde aan de Rijksuniversiteit Groningen. Hij promoveerde in 1968 op het proefschrift: "Geochemistry of the stable carbon and oxygen isotopes of natural waters in the Netherlands" Zijn promotieonderzoek voerde hij uit op het Groningse 14C-laboratorium dat destijds onder leiding stond van John Vogel. Na zijn promotie bleef Mook verbonden aan dit laboratorium. In 1975 werd hij lector isotopen-fysica aan de Rijksuniversiteit en in 1980 hoogleraar.
In 1997 ging Mook met emeritaat. Naast zijn hoogleraarschap in Groningen was hij vanaf 1986 ook buitengewoon hoogleraar aan de Vrije Universiteit Amsterdam. Tevens was hij van 1990 tot 1996 directeur van het Koninklijk Nederlands Instituut voor Onderzoek der Zee.

## Werk
Mook transformeerde het 14C-laboratorium naar een Centrum voor Isotopen Onderzoek (CIO), een faciliteit die nauwkeurige metingen uitvoert naar alle natuurlijke isotopen van de elementen H, C, N en O. Gedurende de jaren 1980 werd er een alpha-spectrometrie in het centrum geïnstalleerd met als doel om het dateringsbereik uit te breiden tot voorbij de 14C-tijdschaal.